# Конструкционс Эмприм
«Конструкционс Эмприм» (кат. Construccions Emprim) — бывший андоррский футбольный клуб, выступавший в первом чемпионате Андорры, который прошёл под эгидой УЕФА.

## История
Команда принимала участие в чемпионате Андорры 1995/96, который впервые прошёл под эгидой УЕФА. «Конструкционс Эмприм» провёл 18 игр, в которых набрал всего 4 очка, пропустив при этом 78 голов. В итоге клуб занял последнее 10 место и покинул высший дивизион.

## Статистика
| Сезон   | Дивизион        | Место в чемпионате | И  | В | Н | П  | ГЗ | ГП | О | Кубок Андорры | Примечание |
| ------- | --------------- | ------------------ | -- | - | - | -- | -- | -- | - | ------------- | ---------- |
| 1995/96 | Примера Дивизио | 10                 | 18 | 1 | 1 | 16 | 18 | 78 | 4 |               | Понижение  |